# Xerocrassa cretica
Xerocrassa cretica е вид коремоного от семейство Hygromiidae.

## Разпространение
Видът е разпространен в Гърция (Егейски острови и Крит), Кипър, Либия и Турция.